# Martín Vidaurre
Martín Vidaurre Kossmann (Santiago, 18 de febrer de 2000) és un esportista xilè que competeix en ciclisme de muntanya en la disciplina Cross country, actualment milita en l'equip Lexware Mountainbike Team d'Alemanya.
Ha aconseguit la medalla de bronze en els Jocs Panamericans de 2019 en la disciplina de Cross country i va representar a Xile en els Jocs Olímpics de Tòquio 2020.

## Trajectòria
Martín va començar a competir en el ciclisme als 5 anys i ha estat campió nacional en diverses categories, l'any 2016 es va convertir en el campió Panamericà en la sèrie de Cadets.
En la seva participació en els Jocs Panamericans de 2019, Martín va finalitzar la seva cursa en 1 hora, 27 minuts amb 31 segons, aconseguint la medalla de bronze en la categoria de Cross country. Al setembre d'aquest mateix any, va aconseguir el quart lloc en el Mundial sots-23 de Ciclisme Cross Country, aconseguint un contingent resultat per participar en els Jocs Olímpics de Tòquio 2020.
Al juny de 2021, va aconseguir el segon lloc en el Campionat Mundial UCI MTB de Leogang per la categoria de Cross country sots-23. Al mes següent, al juliol va aconseguir el segon lloc del Copa del Món UCI MTB Sots-23 a Les Gets, arribant en un bon moment abans de competir a Tòquio 2020. Martín va obtenir el 16è lloc en els Jocs Olímpics de Tòquio. En 2021 va obtenir el títol mundial en la categoria Sots-23 a Val di Sole, i va obtenir el primer lloc en la copa del món de Lenzerheide (Suïssa), també en la categoria sots-23.

## Palmarès en ruta
- 2023
  - 1r a la Vuelta del Porvenir San Luis i vencedor d'una etapa